# 玛丽亚·瓦西里科娃
玛丽亚·维克托罗芙娜·瓦西里科娃（俄语：Мария Викторовна Василькова，羅馬化：Mariya Viktorovna Vasil'kova，1978年2月13日出生）是俄罗斯政治家，统一俄罗斯党成员，第8届国家杜马代表。
2008年至2011年，瓦西尔科娃担任一间莫斯科的投资公司，分析金融投资有限公司的董事。她辞去该职务后，转而成为索科尔斯卡亚板坯-OSB有限公司（Sokolskaya slab-OSB LLC）的财务总监（2011至2014年）。2014至2021年，她担任谢格扎集团的高级投资总监兼战略副总裁。2021年9月起担任第八届国家杜马代表。

## 制裁
2022年她因为俄乌战争的缘故而受到美国财政部和英国政府的制裁。